# Jutta Lau
Jutta Lau (ur. 28 września 1955 w Wustermark) – niemiecka wioślarka reprezentująca NRD, dwukrotna złota medalistka olimpijska i trzykrotna medalistka mistrzostw świata.

## Kariera
Wystąpiła na igrzyskach olimpijskich w Montrealu w 1976, gdzie osada NRD w składzie: Roswietha Zobelt, Jutta Lau, Viola Poley, Anke Borchmann i Liane Weigelt-Buhr (sternik) zdobyła złoty medal w czwórkach podwójnych ze sternikiem. W finale wyprzedziły ZSRR o 2,50 sekundy i osadę Rumunii o 2,77 sekundy. Był to debiut tej konkurencji w programie olimpijskim, tym samym reprezentantki NRD zostały pierwszymi w historii mistrzyniami olimpijskimi w czwórkach podwójnych ze sternikiem kobiet. Na rozgrywanych cztery lata później igrzyskach olimpijskich w Moskwie w tej samej konkurencji Jutta Ploch, Jutta Lau, Sybille Reinhardt, Roswietha Zobelt, Gisela Medefindt i Liane Buhr wywalczyły kolejny złoty medal. Tym razem o 0,41 sekundy wyprzedziły osadę ZSRR i o 0,78 sekundy osadę Bułgarii.
W czwórkach podwójnych zdobyła również złoto na mistrzostwach świata w Lucernie (1974), mistrzostwach świata w Nottingham (1975) i mistrzostwach świata w Bledzie (1979). 
W 1976 odznaczona Orderem Zasługi dla Ojczyzny. 
Ukończyła studia w Deutsche Hochschule für Körperkultur. Po zakończeniu kariery została trenerką wioślarstwa. Prowadziła między innymi reprezentację Niemiec w latach 1984-2008. W 2001 została wybrana trenerem roku przez Międzynarodową Federację Wioślarską (FISA).